# Tafí Viejo
Tafí Viejo ist die Hauptstadt des gleichnamigen Departamento Tafí Viejo in der Provinz Tucumán im Nordwesten Argentiniens. Die Stadt liegt zwölf Kilometer nordwestlich der Provinzhauptstadt San Miguel de Tucumán und hat 39.601 Einwohner (2010, INDEC). Die Ruta Provincial 314 verbindet die Stadt mit San Miguel de Tucumán und die Ruta Provincial 315 mit Yerba Buena.
Tafí Viejo nennt sich Capital del Limón (Hauptstadt der Zitrone).

## Geschichte

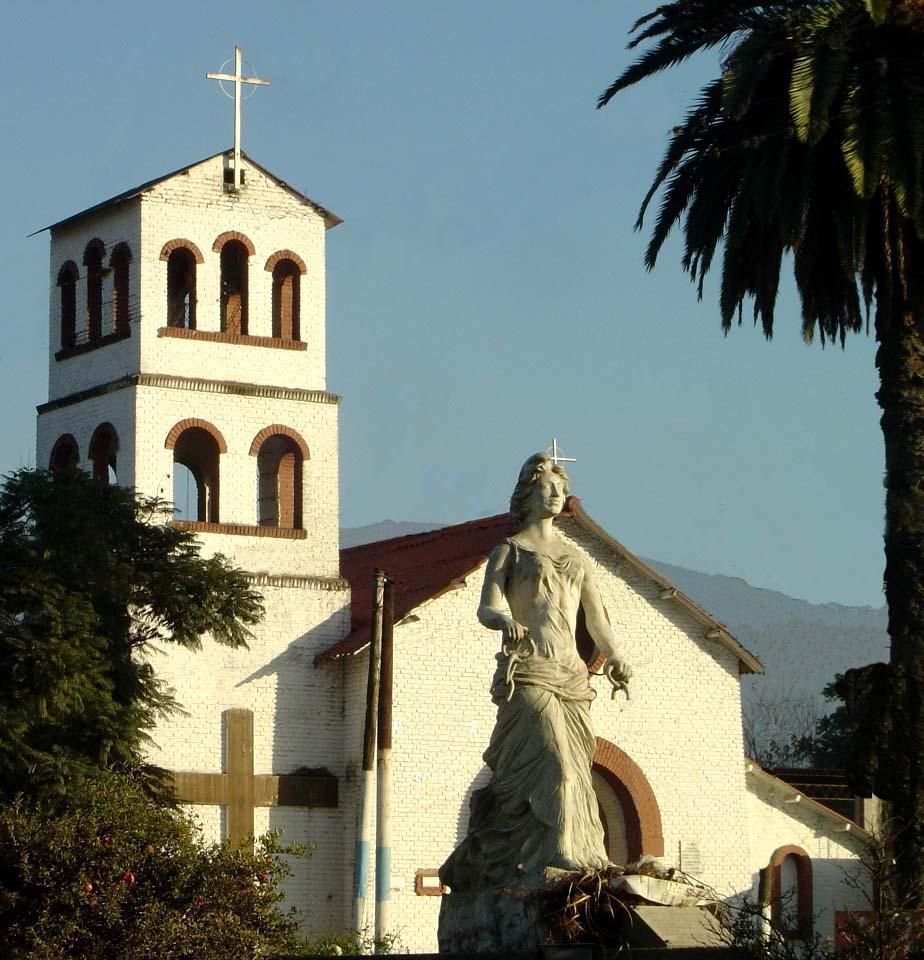
Kirche in Tafí Viejo

Nach dem Historiker Lizondo Borda stammt der Name Tafí aus dem 16. Jahrhundert und wurde Taui ausgesprochen. Dies war eine Verballhornung des Wortes thaaui aus der Sprache der Aimará und bedeutet so viel wie Ort, wo ein kühler Wind weht beziehungsweise kalter Ort. Zerlegt man das Aimará-Wort in seine Bestandteile, hätte thaa die Bedeutung von kalt und ui wäre die Ortsbestimmung für den Ort, wo es kalt ist. Diese Interpretation wird unterstützt durch die Lage der Stadt zu Füßen des Aconquija-Massivs. 
Tafí Viejo begann als Sommerresort der Provinzhauptstadt. Ihr Wachstum und ihre Entwicklung verdankt die Stadt aber den Talleres Ferroviarios de Tafí Viejo. Die Eisenbahnwerkstätten waren der wichtigste Arbeitgeber bis zu ihrer Schließung im Jahre 1980. Sie führten zur Ansiedlung weiterer Betriebe in ihrem Umkreis und trugen dazu bei, dass Tafí Viejo eine der wirtschaftlich blühendsten Gemeinden der Provinz Tucumán wurde. Am 2. Juni 1939 wurde Tafí Viejo in den Rang einer Municipalidad erhoben.
Im Gegensatz zu den meisten Städten in Argentinien entwickelte sich das institutionelle und geschäftliche Zentrum der Stadt nicht um die Plaza Central, sondern entlang der Avenida Leandro N. Alem, das heißt westlich der Eisenbahnwerkstätten.
Mit dem Niedergang der Eisenbahn als Transportmittel ließ auch der wirtschaftliche Impuls durch die Eisenbahnwerkstätten nach. Auch ihre Wiedereröffnung in kleinerem Maßstab am 24. Januar 1984 durch die Regierung Raúl Alfonsín konnten den wirtschaftlichen und sozialen Niedergang nicht stoppen.
Tafí Viejo wurde Hauptstadt des Departamento Tafí Viejo durch die im Ley Provincial 4518 vom August 1976 bewirkte territoriale Neuordnung der Provinz Tucumán.

## Wirtschaft
Tafí Viejo ist die größte Zitronenproduzierende und -exportierende Region Argentiniens.

## Feste
- Festival del Limón. Jährlich im September.